# Maryna Arsamassawa
Maryna Aljaksandrauna Arsamassawa, geb. Katowitsch (belarussisch Марына Аляксандраўна Арзамасава (Катовіч), engl. Transkription Maryna Arzamasava (Katovich), auch Marina Arzamasova; * 17. Dezember 1987 in Minsk) ist eine gesperrte belarussische Mittelstreckenläuferin, die sich auf die 800-Meter-Distanz spezialisiert hat.

## Sportliche Laufbahn
Bei den Weltmeisterschaften 2011 in Daegu erreichte Arsamassawa das Halbfinale.
2012 gewann sie Bronze bei den Europameisterschaften in Helsinki und schied bei den Olympischen Spielen in London im Vorlauf aus.
2013 holte Arsamassawa Bronze bei den Halleneuropameisterschaften in Göteborg und gelangte bei den Weltmeisterschaften in Moskau ins Halbfinale.
2014 gewann sie Bronze bei den Hallenweltmeisterschaften in Sopot, siegte bei den Europameisterschaften in Zürich und wurde Dritte beim Leichtathletik-Continental-Cup in Marrakesch.
Ihr bislang größter Erfolg ist ihr Sieg bei den Weltmeisterschaften 2015 in Peking.
2016 kam sie bei den Olympischen Spielen in Rio de Janeiro im 800-Meter-Lauf den 7. Rang.
2017 erreichte Arsamassawa bei den IAAF World Relays mit der belarussischen 4-mal-800-Meter-Staffel den 2. Platz.
2019 kam sie bei den IAAF World Relays mit Aliaksandr Vasileuskiy in der 2-mal-2-mal-400-Meter-Staffel auf den 5. Rang.

## Doping
Nach einem auf LGD-4033 (Ligandrol) positiven Dopingtest wurde Arsamassawa 2019 suspendiert und anschließend für vier Jahre vom 29. Juli 2019 bis zum 28. Juli 2023 gesperrt.

## Persönliche Bestzeiten
Halle
- 400 m: 53,97 s, 10. Februar 2012 in Mahiljou
- 800 m: 2:00,79 min, 9. März 2014 in Sopot

Freiluft
- 400 m: 52,81 s, 16. Mai 2012 in Mahiljou
- 800 m: 1:57,54 min, 27. August 2015 in Peking